# Oberbüren
Oberbüren is een gemeente en plaats in het Zwitserse kanton Sankt Gallen, en maakt deel uit van het district Wil.
Oberbüren telt 3977 inwoners.